# لورن شولر دانر
لورن شولر دانر (انگلیسی: Lauren Shuler Donner؛ زاده ۲۳ ژوئن ۱۹۴۹) یک هنرپیشه اهل ایالات متحده آمریکا است.